# 단양 적성
적성산성(赤城山城)은 흔히 단양 적성으로 불리는데 충청북도 단양군의 단성면 하방리 성재산에 있는 돌로 쌓아 만든 산성으로 사적 제265호의 문화재로 지정되어 있다.
주위가 대부분 붕괴되고, 북동쪽에 안팎으로 겹쳐 쌓은 부분의 안쪽 성벽이 일부 남아있다.

## 위치
충청북도 단양군 단성면 하방리에 위치하고 있다. 길이는 923m이고 면적은 88,648m2나 된다. 적성산성은 석축성으로 성의 길이가 923m이지만 대부분 붕괴되었고 북동쪽 내외 협축한 부분의 안쪽벽 높이 2 ~ 3m, 폭 1m의 석축이 일부만 남아 있다.
삼국 시대의 산성으로는 비교적 큰 규모에 속하며 신라와 고구려 세력관계 변동을 알아 보는 데 큰 의미를 가진다.
성내에서 발견된 비문에는 신라의 북진과 이곳 주민들의 선무활동이 담긴 내용으로 국내 최고의 금석문인 적성비가 있다. 축성방법이 매우 견고하게 되어 있어 신라의 축성술을 연구하는 데 귀중한 자료로 평가하고 있다.

## 역사
적성산성은 성산성이나 산성으로 불리다가 1978년 1월 인근 성내에서 단국대학교 학술조사팀에 의해 우연히 발견된 비석으로 알려지게 되었다. 비석은 높이 93cm, 상단폭 109cm, 하단폭 53cm의 화강암으로 전면에는 1.5cm, 3cm의 예서체로 모두 282자가 음각돼 있다. 발견된 비는 '단양 신라 적성비(국보 제198호)'로 명명되었다.
이는 신라 시대의 비석으로, 신라가 고구려의 영토인 이곳 적성을 점령한 후에 민심을 안정시키기 위해 세워 놓은 것이다. 비석 외에 삼국 시대의 토기 조각과 기와 조각도 발견되고 있으며, 고려 시대의 유물도 있어 대략 고려 후기까지 오늘날의 단양지방을 다스리는 읍성의 구실을 했을 것으로 보인다. 축성 방법이 매우 견고하게 되어 있어 신라의 축성 기술을 연구하는 데 중요한 자료로 평가된다.

## 같이 보기
- 단양 신라 적성비

## 참고자료
- 단양 적성 - 국가유산청 국가유산포털